# C11H6N2O2
化学式C11H6N2O2（摩尔质量：198.18 g/mol）可能指：
- 3,4-亚甲二氧基亚苄基丙二腈，CAS号：2972-82-9
- 5-硝基-1-萘甲腈，CAS号：23245-64-9

|  | 这个同类索引页列出了具有相同分子式的化学物（即同分異構體）条目。 除非您是有意链接至本页，否则应将相应条目的内部链接指向正确的条目。 |